# 坂本神社 (高島市)
坂本神社（さかもとじんじゃ）は、滋賀県高島市マキノ町にある神社である。社伝によれば、仲哀天皇の時代、建内宿禰とその子の木角宿禰が越の国に向かっているとき、この地で大熊と出会い、これを退治したという。式内社論社である。明治9年（1876年）、村社に列した。

## 祭神
- 木角宿禰命

## 神紋
- 左三ッ巴

## 祭日
- 4月22日

## 境内社
- 山王神社
- 御陵神社